# جين سيبيرغ
جين دوروثي سيبيرج (بالإنجليزية: Jean Seberg)‏ (13 نوفمبر 1938 - 30 أغسطس 1979)، ممثلة أمريكية، عاشت نصف حياتها في فرنسا. تألقت في 34 فيلماً في هوليوود وأوروبا، بما في ذلك سانت جوان ‏، بونجور تريستيس ‏، لا تنفس، ليليث، الفأر الذي صخب ‏، لحظة إلى لحظة ‏، الجنون الجميل ‏، طلاء العربة الخاص بك ‏، المطار، ماشو كالاهان ‏، وحرب عصابة في نابولي ‏.
سيبيرج هي أيضاً واحدة من الأهداف المعروفة لمشروع سوينتيلبرو مكتب التحقيقات الاتحادي. تضحيتها هي تقديمها المساعدة التي تم توثيقها جيداً لمساعدة حزب الفهود السود في الستينيات. 
توفيت جين سيبيرج في سن ال 40 في باريس، وشخصت الشرطة وفاتها على أنها انتحار محتمل. 

## حياتها المبكرة
ولدت جين سيبيرج في مارشالتون بولاية آيوا، هي ابنة دوروثي أرلين ( 11 يوليو 1909 - 7 مارس 1997) مدرسة بديلة، وإدوارد فالديمار سيبيرج (2 أكتوبر 1906 - 5 سبتمبر 1984) صيدلاني. عائلتها هي لوثرية، سويدية وإنجليزية و ألمانية النسب. وصل جدها من والدها إلى أمريكا سنة 1882, ولاحظ أن هناك الكثير يحملون لقب كارلسون,  لذلك قرر تغيير الاسم العائلي للأسرة إلى سيبيرغ من أجل ذكرى المياه والجبال في السويد. كان لجين شقيقة تدعى ماري آن (27 أغسطس 1936)، شقيق يدعى كورت (1 يونيو 1942)، وشقيق يدعى ديفيد (2 فبراير 1950 - 24 مارس 1968) قتل في حادث سيارة في سن الثامنة عشرة.
بعد المدرسة الثانوية، إلتحقت سيبيرج في جامعة ولاية ايوا لدراسة الفنون المسرحية، ولكنها درست صناعة السينما بدلا من ذلك. 

## في الثقافة الشعبية
ذا تالينت سكوت ل رومين غاري (1961) يحتوي صورة لسبيرغ. 
في عام 1986، قامت مغنية البوب مادونا بنسخ مظهر جين سيبيرج الرائع في القيديو الموسيقي الخاص بها بابا دو نوت برايتش ‏، حيث إرتدت قصات شعر مجنونة وقميص جيرسي مخطط وكابري أسود لإعجابها بالموجة الجديدة في السينما الفرنسية نيوورك جامين. 
في عام 1991، اشترت الممثلة جودي فوستر، وهي من معجبي أداء سيبيرج في برياثليس، حقوق الفيلم لسيرة ديفيد ريتشاردز عن سيبيرج،بلايد أوت: قصة جان سيبيرج. تم تعيين فوستر لإنتاج وتمثيل الفيلم، ولكن تم إلغاء المشروع بعد عامين.
منذ عام 2011، يعقد في مسقط رأس سيبرغ في مارشالتون، أيوا، سنوياً «مهرجان جان سيبيرج السينمائي الدولي». 

## الأفلام
| السنة | العنوان                                                    | الدور                         | ملاحظات                                       |
| ----- | ---------------------------------------------------------- | ----------------------------- | --------------------------------------------- |
| 1957  | Saint Joan                                                 | St. Joan of Arc               |                                               |
| 1958  | Bonjour tristesse                                          | Cecile                        |                                               |
| 1959  | The Mouse That Roared                                      | Helen Kokintz                 |                                               |
| 1960  | Breathless                                                 | Patricia Franchini            | Alternate title: À bout de souffle            |
| 1960  | Let No Man Write My Epitaph                                | Barbara Holloway              |                                               |
| 1961  | Les Grandes Personnes [les grandes personnes (film, 1961)] | Ann                           | Alternate title: Time Out for Love            |
| 1961  | La récréation                                              | Kate Hoover                   | Alternate title: Love Play                    |
| 1961  | L'Amant de cinq jours                                      | Claire                        | Alternate title: L'amant de cinq jours        |
| 1962  | Congo Vivo                                                 | Annette                       |                                               |
| 1963  | In the French Style                                        | Christina James               |                                               |
| 1964  | Les plus belles escroqueries du monde                      | Patricia Leacock              | (segment "Le Grand Escroq") (scenes deleted)  |
| 1964  | Backfire                                                   | Olga Celan                    | Alternate title: Échappement libre            |
| 1964  | Lilith                                                     | Lilith Arthur                 |                                               |
| 1965  | Un milliard dans un billard                                | Bettina Ralton                |                                               |
| 1966  | Moment to Moment                                           | Kay Stanton                   |                                               |
| 1966  | Line of Demarcation                                        | Mary, comtesse de Damville    | Alternate title: La Ligne de démarcation      |
| 1966  | A Fine Madness                                             | Lydia West                    |                                               |
| 1967  | Estouffade à la Caraïbe                                    | Colleen O'Hara                |                                               |
| 1967  | Who's Got the Black Box?                                   | Shanny                        | Alternate title: The Road to Corinth          |
| 1968  | Birds in Peru [les oiseaux vont mourir au pérou]           | Adriana                       |                                               |
| 1968  | The Girls                                                  | وثائقي                        |                                               |
| 1969  | Pendulum                                                   | Adele Matthews                |                                               |
| 1969  | Paint Your Wagon                                           | Elizabeth                     |                                               |
| 1970  | Airport                                                    | Tanya Livingston              |                                               |
| 1970  | Ondata di calore                                           | Joyce Grasse                  | Alternate title: Dead of Summer               |
| 1970  | Macho Callahan                                             | Alexandra Mountford           |                                               |
| 1972  | Kill! Kill! Kill! Kill! [police magnum]                    | Emily Hamilton                |                                               |
| 1972  | Questa specie d'amore                                      | Giovanna                      | Alternate title: This Kind of Love            |
| 1972  | Gang War in Naples                                         | Luisa                         | Alternate title: Camorra                      |
| 1972  | L'Attentat                                                 | Edith Lemoine                 | Alternate titles: Plot, The French Conspiracy |
| 1973  | The Corruption of Chris Miller                             | Ruth Miller                   | Original title: La corrupción de Chris Miller |
| 1974  | Les Hautes solitudes                                       | فيلم صامت بدون أسماء للشخصيات |                                               |
| 1974  | Mousey                                                     | Laura Anderson / Richardson   | فيلم تيلفيزوني                                |
| 1974  | Ballad for the Kid                                         | La star                       | مخرجة، كاتبة، منتجة                           |
| 1975  | Bianchi cavalli d'Agosto                                   | Lea Kingsburg                 |                                               |
| 1975  | The Big Delirium                                           | Emily                         | Alternate title: Le Grand Délire              |
| 1976  | Die Wildente [die wildente (1976)]                         | Gina Ekdal                    | Alternate title: Die Wildente                 |
| 1979  | Le bleu des origines                                       | Herself                       | (أخر دور في فيلم)                             |

## وصلات خارجية
- جين سيبيرغ على موقع IMDb (الإنجليزية)
- جين سيبيرغ على موقع الموسوعة البريطانية (الإنجليزية)
- جين سيبيرغ على موقع روتن توميتوز (الإنجليزية)
- جين سيبيرغ على موقع مونزينجر (الألمانية)
- جين سيبيرغ على موقع قاعدة بيانات الأفلام العربية
- جين سيبيرغ على موقع ألو سيني (الفرنسية)
- جين سيبيرغ على موقع ميوزك برينز (الإنجليزية)
- جين سيبيرغ على موقع تيرنر كلاسيك موفيز (الإنجليزية)
- جين سيبيرغ على موقع أول موفي (الإنجليزية)
- جين سيبيرغ على موقع قاعدة بيانات الأفلام السويدية (السويدية)
- جين سيبيرغ على موقع فايند أغريف
- 1958 Mike Wallace interview January 4, 1958
- Website dedicated to Jean Seberg
- Movie Star: The Secret Lives of Jean Seberg Documentary Film
- FBI Docs Jean Seberg FBI File